# كيفين رودريغز
كيفين رودريغز (مواليد 4 مارس 2000) هو لاعب كرة قدم إكوادوري يلعب في مركز المهاجم في نادي إمبابورا.

## روابط خارجية
- كيفين رودريغز على موقع الاتحاد الأوربي (الإنجليزية)
- كيفين رودريغز على موقع قاعدة بيانات كرة القدم.إي يو (الإنجليزية)
- كيفين رودريغز على موقع ناشيونال فوتبول تيمز (الإنجليزية)
- كيفين رودريغز على موقع Soccerway.com (الإنجليزية)
- كيفين رودريغز على موقع عالم كرة القدم.نت (الإنجليزية)